# Gerhard Dölz
Gerhard Dölz (* 8. Juli 1926 in Tauschwitz; † 18. November 2007 in Saalfeld) war ein deutscher Keramiker und Maler.

## Leben und Werk
Dölz machte ab 1939 eine Lehre als Lithograf. Ab 1944 studiert er Malerei und Grafik bei Toni Drinhausen (1915–1981) und ab 1951 bei dem Saalfelder Maler Heinz Boesemann (1899–1962). Ab 1954 arbeitete er in Saalfeld als freischaffender Keramiker in einer Werkstattgemeinschaft mit Gerda Körting, die ihm wichtige handwerkliche Fähigkeiten vermittelte. 1956 gründete er mit Gerda Körting und Karl Jüttner die Saalfelder Künstlergruppe, die sich 1968 auflöste. Ab 1958 hatte er in Saalfeld eine eigene Werkstatt. Dölz war bis 1990 Mitglied des Verbands Bildender Künstler der DDR. Er schuf neben Gefäßkeramik auch Wandteller, Gartenkeramik und vor allem baugebundene Arbeiten wie Mosaiken, Wandreliefs und Brunnenkeramiken. Dölz hatte eine bedeutende Anzahl von Ausstellungen im In- und Ausland. Als Keramiker war er international anerkannt. Neben der keramischen Arbeit widmete er sich zunehmend der Malerei.
Keramische Werke von Tölz befinden sich u. a. im Kunstgewerbemuseum Dresden und im Keramik-Museum Bürgel.

## Ehrungen
- Kunstpreis des Bezirks Gera

- 2006 Saalfelder Stadtmedaille

## Werke

### Baugebundene Werke (Auswahl)
- Badende am Strand (1965, Stegkeramik; Wandgestaltung in der Eingangshalle des damaligen Kneipp-Sanatoriums Löhma)[3]

- Wandgestaltung (Keramik; Kulturhaus Jena-Lobeda)

### Tafelbilder (Auswahl)
- Blick auf Saalfeld (1951, Öl)[4]

- Stalinallee (1952, Öl)[4]

- Stillleben (1952, Öl)[4]
- Pumpspeicherwerk/Baustelle (vor 1961, Öl, 36 × 72 cm)

## Ausstellungen (unvollständig)

### Personalausstellungen
- 1978: Magdeburg, Kleine Galerie

- 1978: Karl-Marx-Stadt, Galerie Spektrum

- 1979: Berlin, Galerie Berlin

- 1981: Weimar, Galerie im Cranachhaus

- 1983: Rostock, Galerie am Boulevard

- 2001: Gera, Museum für Angewandte Kunst

- 2006: Saalfeld, Saalegalerie und Landratsamt

#### Postum
- 2021: Berlin, Kunstverein Ost e. V. („Gerhard Dölz und die Saalfelder Gruppe. Frühe Keramiken der DDR“)[5]

### Ausstellungsbeteiligungen
- 1961: Berlin, Akademie der Künste („Junge Künstler“)

- 1969, 1974, 1979, 1980 und 1984: Gera, Bezirkskunstausstellungen

- 1964: Faenza, Concorso internazionale della Ceramia d’Arte